# Ulica (Czarnogóra)
Ulica (cyr. Улица) – wieś w Czarnogórze, w gminie Kolašin. W 2011 roku liczyła 38 mieszkańców.